# Wani (mitologia)

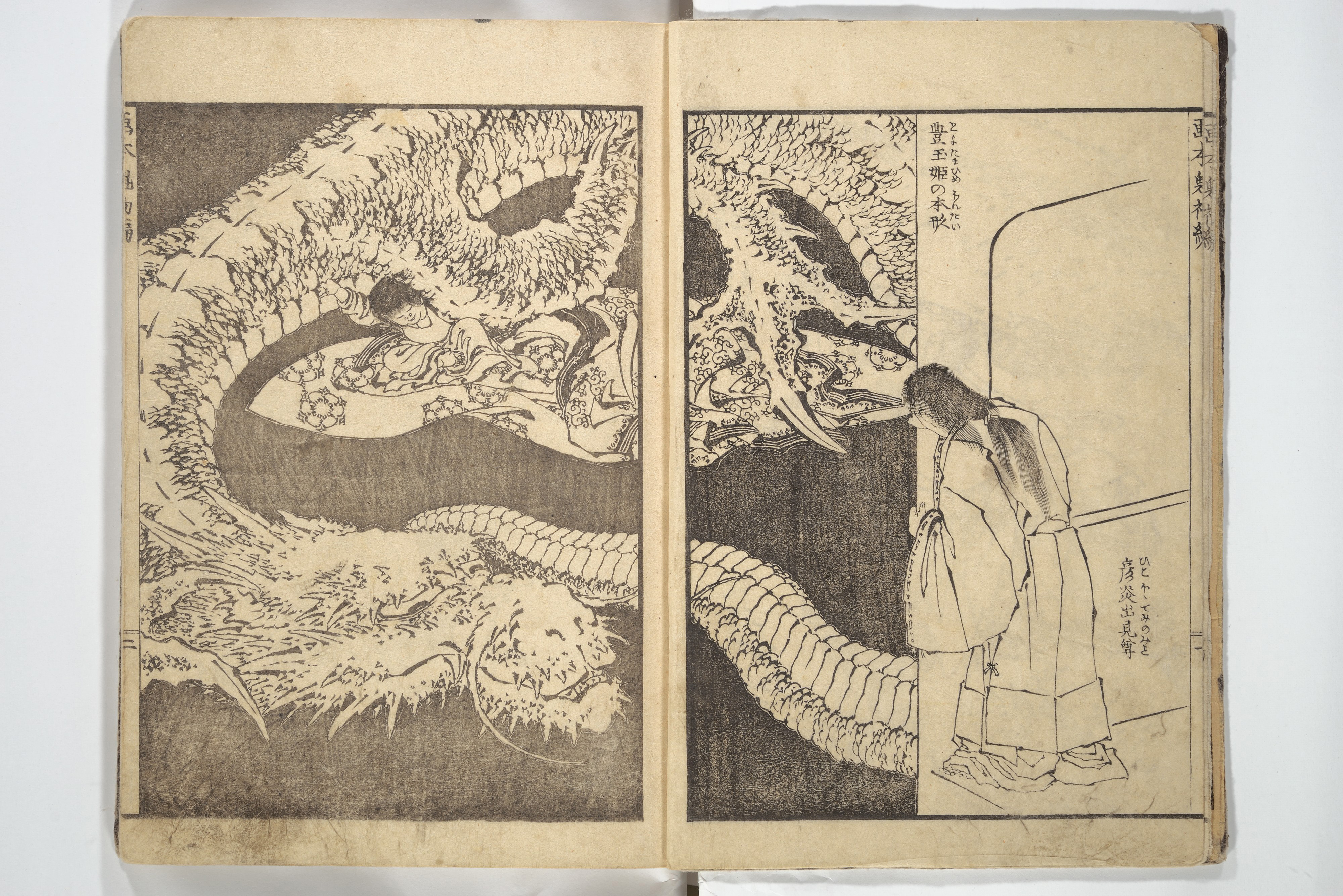
In una illustrazione giapponese del 1836 la principessa Toyotama, figlia del Re dei mari (un drago), si trasforma ella stessa in un wani per dare luce a suo figlio.

Il wani (鰐 o わに? [waniː]) è uno yōkai della mitologia giapponese, raffigurato come un drago o mostro marino o coccodrillo o squalo.
Scritto nel kanji 鰐 (dal cinese 鰐 o鱷 "coccodrillo, alligatore"), wani viene tradotto come "coccodrillo" o, talvolta, "squalo".

## Origine del mito
La parola compare per la prima volta scritta nel kanji 鰐 e nella trascrizione fonetica 和邇 in due leggende giapponesi, il Kojiki (ca. 680 d.C.) e il Nihongi (ca. 720 d.C.).
Il Kojiki dà al termine accezione di nome proprio ma anche di creatura marina. Nella favola La bianca lepre di Inaba, gli dei falliscono nel tentativo di salvare una lepre shiro ("bianca") senza peli, trovata a piangere su una spiaggia.
Così fecero: si misero in fila e li contai. Solo alla fine rivelai loro di averli ingannati. A sentire quelle parole, l'ultimo coccodrillo mi catturò e mi strappò i vestiti di dosso.

Dopo aver pianto tanto, vennero ottanta divinità, che mi esortarono a lavarmi nell'acqua salata, per poi asciugarmi al vento; quando lo feci però, provai dolore in tutto il corpo".</ br/>
Subito il Dio dal Grande Nome disse alla lepre di andare alla foce del fiume, prendere il polline delle carici che si trovavano lì e spargerlo sul corpo: solo così sarebbe guarito.

L'animale fece come gli era stato detto e rinsanì.

Questa era la Bianca Lepre di Inaba, ora chiamata la "Dea Lepre".»
(La bianca lepre di Inaba)
Il wani è anche protagonista del mito dei fratelli semidei Hoori e Hohodemi. Il dio del mare Watatsumi convocò tutti i coccodrilli, scegliendone uno che riportasse sua figlia incinta Toyotama-hime e suo marito Hoori dal palazzo di Ryūgū-jō sulla terraferma. Al loro arrivo, la principessa parlò al marito del volersi trasformare in Wani.
La donna, che sapeva cosa era successo, si vergognò tanto che abbandonò il figlio e disse: "Ho sempre sognato di entrare e uscire dal mare liberamente, ma tu hai visto quella forma che mi fa tanto vergognare", prima di chiudere ogni legame con la terraferma e tornare negli abissi.»
Contrariamente a Basil Hall Chamberlain, lo iamatologo Ernest Mason Satow traduce wani non in "coccodrillo", ma in "squalo": "Mi trovavo sull'isola di Oki, nella speranza di arrivare qui, ma non riuscivo ad attraversare il mare. Allora, ho ingannato degli squali (wani) nell'acqua".
Anche nel Nihongi il termine viene utilizzato sia come nome proprio (c'è una montagna chiamata "Versante Wani"), che nella parola kuma-wani 熊鰐, ovvero 'grande e forte coccodrillo/squalo'.
Dopo che il dio Kotohiro venne trasformato nella creatura marina con forza d'orso, ebbe una relazione con Mizo-kuhi hime, dell'isola di Mishima. I due ebbero una figlia, Hime-tatara I-suzu-hime no Mikoto, che si sposò con l'imperatore Kami-Yamato Ihare-biko Hohodemi.»
I capitoli riguardanti l'imperatore Chūai e l'imperatrice Jingū coniugano due miti, uno giapponese, per cui due gemme magiche (il kanju e il mangu) venivano utilizzate dal dio del mare per controllare le onde, e uno indiano, per cui si credeva che il cintamani, anche detto nyoi-ju, potesse realizzare qualsiasi desiderio.
Detto questo, guidò l'imperatore verso la baia di Oka, ma, arrivati al porto, la nave non riuscì ad andare avanti e il regnante ne chiese il motivo, dal momento in cui a bordo c'era un Kuma-wani dal cuore puro. Questi gli rispose: "All'ingresso del porto ci sono due divinità, una maschile, Oho-kura-nushi, e una femminile, Tsubura-hime. Sta a loro farci entrare". L'imperatore, allora, cominciò a pregarli, nominando prete il suo timoniere Iga-hiko e fu concesso loro di proseguire.

L'imperatrice, invece, salì su un'altra nave, lungo il mare di Kuki, ma le onde troppo alte le impedirono di andare avanti. Allora il kuma-wani tornò indietro dalla regnante e si spaventò quando vide che l'imbarcazione proprio non riusciva ad andare avanti. In gran fretta, allora, chiamò a raccolta pesci e uccelli; quando la regina li vide, la sua rabbia scemò e questo le permise di entrare nel porto di Oka.»

## Traduzione del termine
William George Aston giustifica la mancata traduzione del termine wani in "coccodrillo" citando le leggende di Watatsumi, il dio dragone, e della figlia Toyotama-hime 豊玉.In giapponese, "wani" significa "mostro marino".
Il wani, poi, vive nel mare, non nei fiumi ed è una creatura mitologica, che, come Satow e Anderson hanno fatto notare, è solitamente raffigurata come un drago.
Il problema potrebbe essere di tipo linguistico. Molte parole cinesi arrivano in Giappone, passando prima dalla Corea. È proprio il caso di wani: in coreano, wani viene scritto wang-i; le lettere ng vengono poi sostituite da n nella lingua giapponese, così come disse un letterato coreano che insegnava cinese al principe giapponese del regno di Ōjin Tennō. È così che il "wang-i" coreano viene pronunciato "wani" in giapponese.
Aston aggiunge: "ci sono pochi dubbi che wani possa effettivamente indicare il drago cinese, poiché viene spesso rappresentato come tale nei ritratti giapponesi. Davanti a me, ho un disegno che mostra Toyotama-hiko e sua figlia con la testa di un drago che sbuca dietro di loro. Questo sta a significare non solo che l'uomo veniva considerato il re dei draghi, ma che lo fosse lui stesso. In una versione della leggenda, sua figlia si trasforma in ciò che è veramente, un wani, al momento del parto; in un'altra versione, la ragazza assume la forma di drago. Nel mito giapponese, il drago o il serpente sono sempre associati all'acqua".
Marinus Willem de Visser non condivide l’ipotesi di Aston riguardo l’etimologia coreana di wani, né la leggenda secondo cui la creatura abbia i tratti dei re-dragoni cinesi e indiani. De Visser confronta il mito di Hoori e Hohodemi anche con quelli indonesiani delle isole Kai e della penisola di Minahasa, dove la figlia del re si trasforma in coccodrillo, mentre il mare viene sostituito dal palazzo del re dragone per influenza del buddhismo giapponese. Inoltre secondo lo studioso olandese un antico quadro di Sensai Eitaku mostra Hohodemi ritornare a casa sulla schiena di un coccodrillo. È possibile, quindi, che il mito indonesiano introdotto in Giappone parlasse di coccodrilli, chiamati wani nella lingua indonesiana.
De Visser ha parlato anche dell’accezione di "drago cinese" che dà Aston alla parola "wani". L’olandese pensa che il disegno di cui parla Aston sia un soggetto indiano arrivato prima in Cina, e poi in Corea e Giappone. Smith non concorda con De Visser: “Il wani, o coccodrillo introdotto dall’India, e passato prima per l’Indonesia, altro non è che il drago cinese/giapponese citato da Aston".
L'idea di de Visser per cui wani abbia origine indonesiana è corroborata tuttavia da Benedict, secondo cui la parola proto-austronesiana *mbaŋiwak (squalo, coccodrillo) si è poi suddivisa nel giapponese wani 鰐 e uo 魚, "pesce".